# Tema
Tema is een stad in Ghana en was in 1984 met 100.000 inwoners de vierde stad van het land.
Het ligt in de regio Greater Accra op ongeveer een uur rijden ten oosten van de hoofdstad Accra. Tema is onderverdeeld in ongeveer 30 community's (nl: gemeenschappen). En iedere community heeft weer zijn eigen sfeer en zijn eigen kerken, kraampjes en scholen. De markt is centraal gelegen in community nummer één.
Tema is tevens de belangrijkste havenstad van Ghana.
De stad Tema is redelijk nieuw; die streek van Ghana was vroeger onbewoond. Daardoor zijn de inwoners van Tema van allerlei stammen afkomstig. Tema is de afgelopen 40 jaar enorm gegroeid; om werk te kunnen vinden, verhuisden veel Ghanezen naar de havenstad. Zo komen de inwoners van Tema dus overal vandaan; sommige 'dorpskoningen' verlieten zelfs hun dorp om zich in Tema te vestigen. In Tema worden, naast de lokale taal Ga ook het Engels en andere lokale talen gesproken, waaronder Twi en Fanti.

## Haven van Tema
In 1954 werd begonnen met de aanleg van de haven. Er werden twee golfbrekers aangelegd die zo’n 12 ligplaatsen voor schepen omsloten. In 1958 kwam de haven in gebruik, maar pas in 1962 waren alle werkzaamheden voltooid. In de jaren daarna is de haven verder uitgebreid en gemoderniseerd met onder andere een speciale containerterminal die in 2005 in gebruik werd genomen. De haven is nu de grootste van Ghana. Per jaar bezoeken ruim 1500 schepen de haven.
Medio 2019 is de uitbreiding van de haven opgeleverd. Meridian Port Services (MPS), een joint venture van APM Terminals (belang: 35%), Bolloré Africa Logistics (35%) en de Ghana Ports and Harbor Authority (30%), rond daarmee een investeringsproject van US$ 1 miljard af. Er is extra kaderuimte gekomen, nieuwe containerkranen en de vaarweg is verdiept zodat de grootste containerschepen de haven kunnen bezoeken. Er zijn drie twee ligplaatsen voor schepen met een maximale lengte van 366 meter en een diepgang van 16 meter.
In de onderstaande tabel staat een overzicht van de activiteiten in de haven van Tema sinds 2000.
| Jaar | Aantal schepen | Lading (×1000 ton) | Containers (×1000 TEU) |
| ---- | -------------- | ------------------ | ---------------------- |
| 2000 | 1163           | 6220               | 167                    |
| 2005 | 1643           | 9250               | 393                    |
| 2010 | 1787           | 8697               | 590                    |
| 2015 | 1514           | 12.145             | 783                    |
| 2020 | 1639           | 18.910             | 1249                   |

## Geboren in Tema
- Hans Sarpei (1976), voetballer
- Christian Gyan (1978-2021), voetballer
- Matthew Amoah (1980), voetballer
- Abubakari Yakubu (1981-2017), voetballer
- Kwame Quansah (1982), voetballer
- Freddy Adu (1989), Amerikaans voetballer

## Trivia
De nulmeridiaan doorsnijdt ook Tema. Een paar honderd kilometer ten zuiden van Tema ligt het bijzondere geografische punt, breedtegraad nul (0) en lengtegraad nul (0). Het is een toeristische attractie en men vaart daarnaartoe om te trouwen of om as uit te strooien.